# Maarten van der Weijden
Maarten van der Weijden (Países Bajos, 31 de marzo de 1981) es un nadador neerlandés especializado en pruebas de natación en aguas abiertas, donde consiguió ser campeón olímpico en 2008 en los 10 kilómetros.

## Carrera deportiva
- En los Juegos Olímpicos de Pekín 2008 ganó la medalla de oro en los 10 kilómetros aguas abiertas, con un tiempo de 1:51:51 segundos, por delante del británico David Davies y el alemán Thomas Lurz.

- Ese mismo año, en el Campeonato Mundial de Natación en Aguas Abiertas de 2008 celebrado en Sevilla ganó el oro en los 25 kilómetros aguas abiertas, y el bronce en los 5 kilómetros, con unos tiempos de 5:04:01.1 y 54:59 segundos, respectivamente.